# Tillberga socken
Tillberga socken i Västmanland ingick i Siende härad, uppgick 1967 i Västerås stad och området ingår sedan 1971 i Västerås kommun och motsvarar från 2016 Tillberga distrikt.
Socknens areal är 34,28 kvadratkilometer, varav 34,21 land. År 2000 fanns här 327 invånare. Tätorten Munga samt kyrkbyn Tillbergaby med sockenkyrkan Tillberga kyrka ligger i socknen. Tätorten Tillberga ligger inte här utan i Hubbo socken.

## Administrativ historik
Tillberga socken har medeltida ursprung.
Vid kommunreformen 1862 övergick socknens ansvar för de kyrkliga frågorna till Tillberga församling och för de borgerliga frågorna till Tillberga landskommun. Landskommunens utökades 1952 och uppgick 1967 i Västerås stad som 1971 ombildades till Västerås kommun. Församlingen utökades 2006.
1 januari 2016 inrättades distriktet Tillberga, med samma omfattning som församlingen hade 1999/2000.  
Socknen har tillhört fögderier, tingslag och domsagor enligt vad som beskrivs i artikeln Siende härad. De indelta soldaterna tillhörde Västmanlands regemente, Livkompaniet och Livregementets grenadjärkår, Livkompaniet.

## Geografi
Tillberga socken ligger norr om Västerås kring Lillån, ett biflöde till Sagån. Socknen är en odlad slättbygd vid ån och en kuperad skogsbygd däromkring.

## Fornlämningar
Från bronsåldern är spridda rösegravar samt skålgropar. Från samma tid kommer två hällristningar. Från yngre järnåldern kommer de flesta av 23 gravfält. Det finns även husgrundsterrasser samt en fornborg (Bäjby borg).

## Namnet
Namnet (1345 Thyllybergha) kommer från kyrkbyn. Efterleden är plural av berg syftande på en höjd vid kyrkan. Förledens tolkning är oklar.

## Befolkningsutveckling
| Befolkningsutvecklingen i Tillberga socken 1780–1990                                                    | Befolkningsutvecklingen i Tillberga socken 1780–1990 | Befolkningsutvecklingen i Tillberga socken 1780–1990 | Befolkningsutvecklingen i Tillberga socken 1780–1990 | Befolkningsutvecklingen i Tillberga socken 1780–1990 |
| --- | ---------------------------------------------------- | ---------------------------------------------------- | ---------------------------------------------------- | ---------------------------------------------------- |
| |                                                      |                                                      |                                                      |                                                      |
| År |                                                      |                                                      | Folkmängd                                            |                                                      |
| 1780 | 1780                                                 |                                                      | 676                                                  |                                                      |
| 1790 | 1790                                                 |                                                      | 685                                                  |                                                      |
| 1800 | 1800                                                 |                                                      | 741                                                  |                                                      |
| 1810 | 1810                                                 |                                                      | 677                                                  |                                                      |
| 1820 | 1820                                                 |                                                      | 730                                                  |                                                      |
| 1830 | 1830                                                 |                                                      | 663                                                  |                                                      |
| 1840 | 1840                                                 |                                                      | 713                                                  |                                                      |
| 1850 | 1850                                                 |                                                      | 643                                                  |                                                      |
| 1860 | 1860                                                 |                                                      | 695                                                  |                                                      |
| 1870 | 1870                                                 |                                                      | 638                                                  |                                                      |
| 1880 | 1880                                                 |                                                      | 737                                                  |                                                      |
| 1890 | 1890                                                 |                                                      | 829                                                  |                                                      |
| 1900 | 1900                                                 |                                                      | 843                                                  |                                                      |
| 1910 | 1910                                                 |                                                      | 743                                                  |                                                      |
| 1920 | 1920                                                 |                                                      | 724                                                  |                                                      |
| 1930 | 1930                                                 |                                                      | 625                                                  |                                                      |
| 1940 | 1940                                                 |                                                      | 423                                                  |                                                      |
| 1950 | 1950                                                 |                                                      | 396                                                  |                                                      |
| 1960 | 1960                                                 |                                                      | 287                                                  |                                                      |
| 1970 | 1970                                                 |                                                      | 260                                                  |                                                      |
| 1980 | 1980                                                 |                                                      | 247                                                  |                                                      |
| 1990 | 1990                                                 |                                                      | 231                                                  |                                                      |
| Anm: Källor: Umeå universitet - Tabellverket 1749-1859, Demografiska databasen, CEDAR, Umeå universitet |                                                      |                                                      |                                                      |                                                      |